# Goulds varaan
Goulds varaan (Varanus gouldii) is een hagedis uit de familie varanen (Varanidae).

## Naamgeving
De soort werd voor het eerst wetenschappelijk beschreven door John Edward Gray in 1838. Oorspronkelijk werd de naam Varanus gouldii gouldii gebruikt. De Nederlandstalige en tevens de wetenschappelijke soortnaam gouldii is een eerbetoon aan de Britse ornitholoog John Gould. In de Engelse taal wordt de hagedis wel 'zandvaraan' (sand monitor) genoemd vanwege de voorkeur voor woestijnachtige gebieden.

## Ondersoorten
Het soort wordt vertegenwoordigd door twee ondersoorten, die verschillen in uiterlijk en verspreidingsgebied.
| Naam                       | Auteur        | Verspreidingsgebied                          |
| -------------------------- | ------------- | -------------------------------------------- |
| Varanus gouldii gouldii    | Gray, 1838    | Het overige deel van het verspreidingsgebied |
| Varanus gouldii flavirufus | Mertens, 1958 | Het centrale deel van Australië              |

## Uiterlijke kenmerken
Goulds varaan bereikt een lichaamslengte exclusief staart van ongeveer 30 centimeter, de mannetjes zijn gemiddeld duidelijk groter dan vrouwtjes. De totale lengte kan tot 1,5 meter bedragen en het lichaamsgewicht bedraagt dan ongeveer dertig kilo. Hierdoor is het een van de grootste varanen van Australië.
De varaan is te herkennen aan de zwarte tot donkerbruine basiskleur en gele strepen in de nek en met name onder en boven de ogen, maar achter de nek begint een patroon van kleine, gele ringen en de staart is geel gebandeerd. Deze kleuren zijn het duidelijkst bij de juvenielen en vervagen naarmate de varaan ouder wordt. De buik is meestal gelig met kleine zwarte vlekjes en deze soort heeft een zeer lange nek en spitse snuit. Opvallend is de licht gekleurde, geelachtige staartpunt.

## Levenswijze

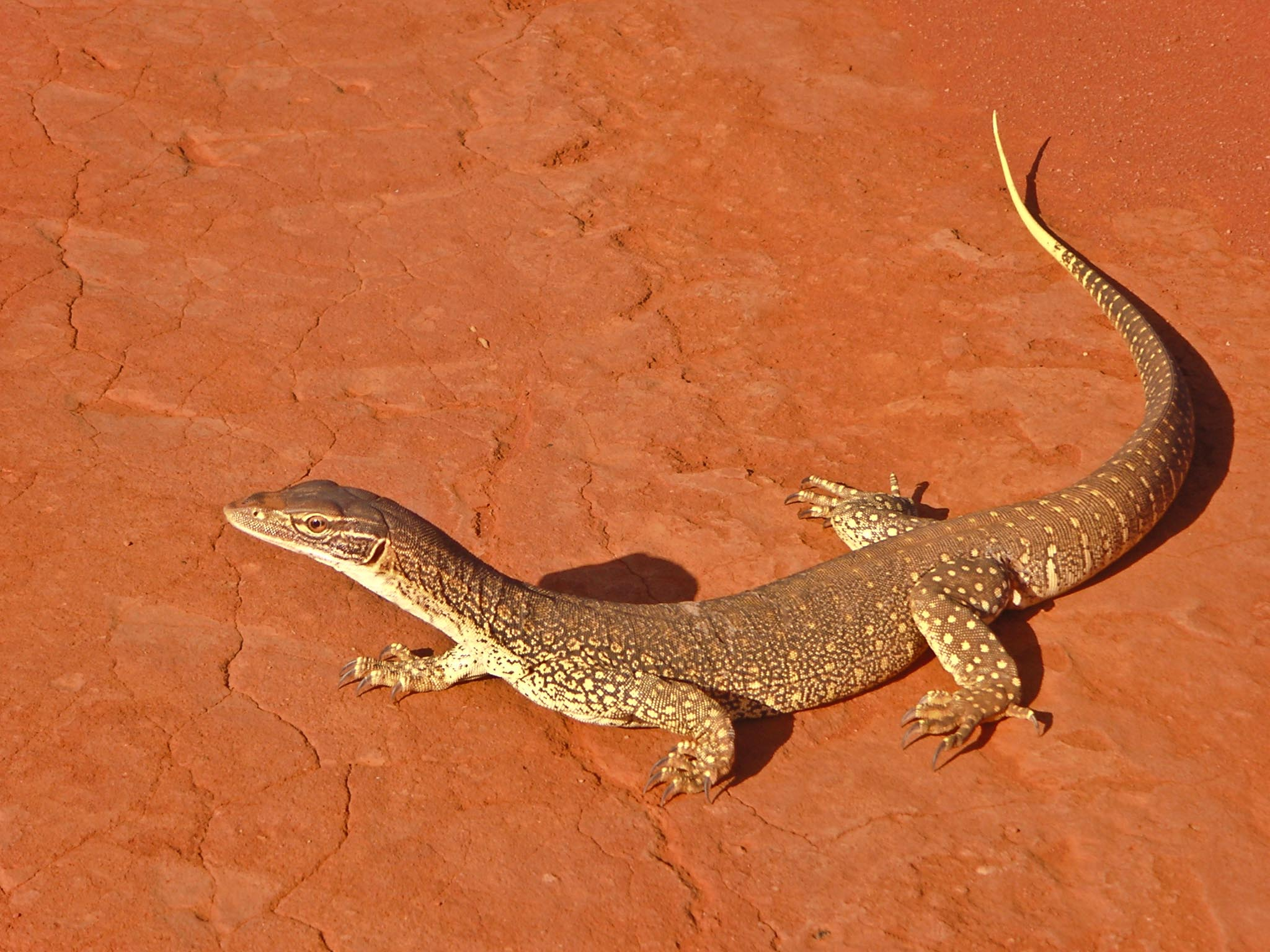
De habitat bestat uit zanderige gebieden.

Het voedsel bestaat uit vogels, reptielen, kleine knaagdieren en met name vogel- en reptieleneieren, ook wel aas en insecten. Goulds varaan kan op de achterpoten staan om een ruimere blik op de omgeving te kunnen werpen op zoek naar prooidieren. Hierbij wordt de staart als balans gebruikt.
De varaan zal bij bedreiging in de aanval gaan, maar aanvallen doet hij echter niet meteen. Eerst gaat de hagedis rechtop staan en maakt harde sis-geluiden waarbij de bek wordt opengesperd als waarschuwing. Als dat niet helpt rent hij razendsnel weg, vanwege de hoge snelheid die hierbij bereikt kan worden, staat de varaan ook wel bekend als 'renpaardvaraan'. Alleen als het dier wordt vastgepakt slaat het toe en de varaan gebruikt dan zijn staart, bek en klauwen als wapens. Een mens kan daar ernstige verwondingen aan overhouden.

### Voortplanting en ontwikkeling
De varaan is eierleggend en produceert 10 tot 17 eieren per legsel. De eieren worden afgezet in termietennesten. Het vrouwtje graaft een tunnel tot de kern van het nest met aan het einde een verbrede kamer waarin de eitjes worden afgezet. De termieten herstellen vervolgens hun nest waardoor de eitjes midden in het nest worden ingemetseld. Ze zijn hier veilig voor veel eiereters, bovendien is de temperatuur en luchtvochtigheid van een termietennest constant doordat de insecten deze kunnen regelen. De eieren komen na ongeveer zes maanden uit. De varaan kan in gevangenschap een leeftijd bereiken van achttien jaar.

## Verspreiding en habitat

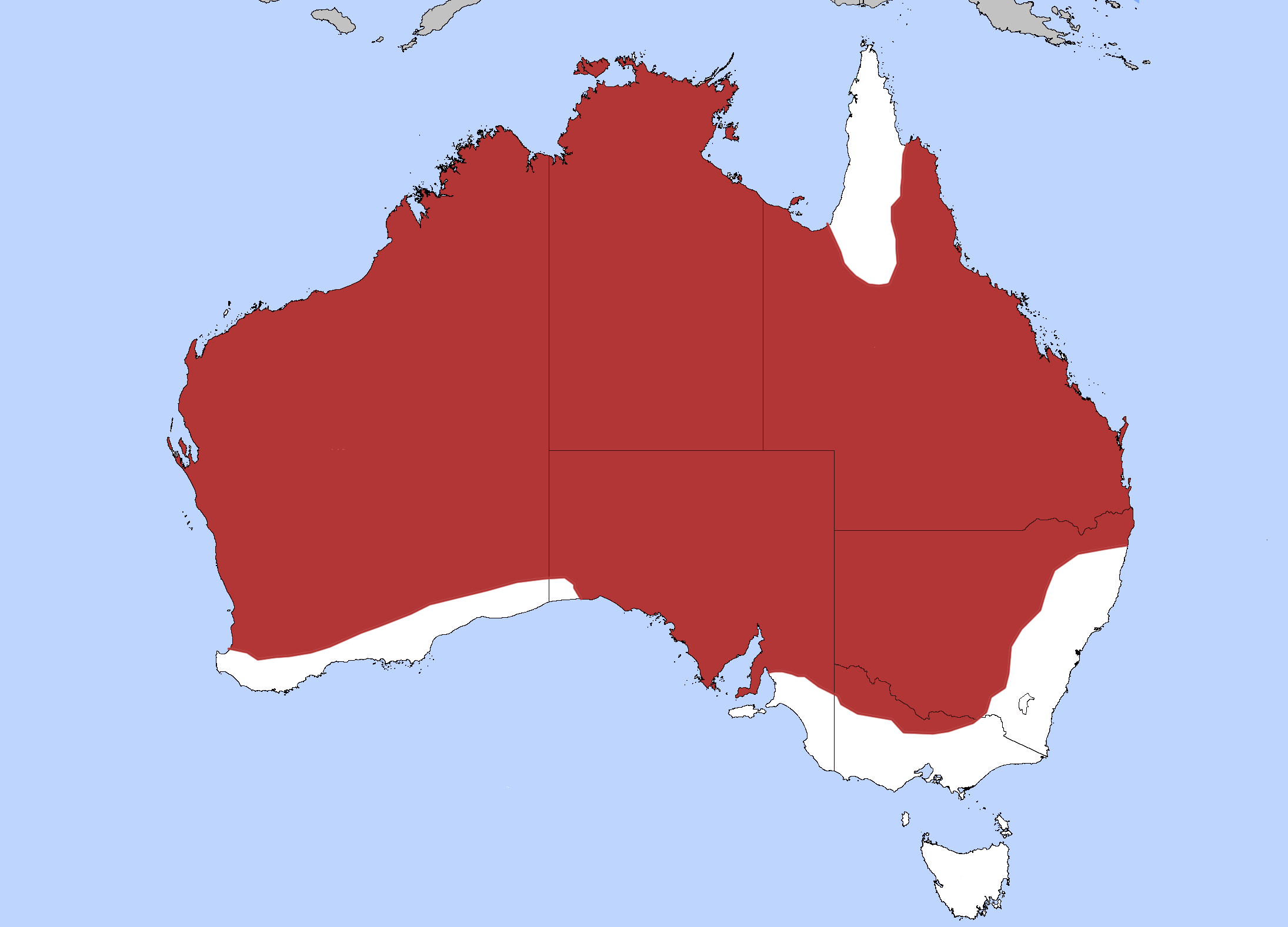
Verspreidingsgebied in het rood.

Goulds varaan komt voor in grote delen van westelijk Australië en zuidelijk Nieuw-Guinea in de meeste droge gebieden. Goulds varaan is een algemeen voorkomende soort en heeft van alle varanen de grootste verspreiding in Australië. In het kurkdroge middendeel van het land is de varaan echter zeldzamer. Goulds varaan leeft in droge, zanderige gebieden zoals halfwoestijnen, steppen, kustbossen en bosranden. Ook in meer vochtige omgevingen, zoals tropische tot subtropische bossen kan de hagedis echter worden aangetroffen. Er is enige tolerantie voor door de mens aangepaste gebieden, zoals tuinen en begraafplaatsen. De varaan is overdag actief en schuilt 's nachts in een zelfgegraven hol. De holen worden in de regel onder stenen, omgevallen bomen of onder struiken gegraven.
Door de internationale natuurbeschermingsorganisatie IUCN is de beschermingsstatus 'veilig' toegewezen (Least Concern of LC).